# Újszász
Újszász je město v Maďarsku v župě Jász-Nagykun-Szolnok v okrese Szolnok.
Má rozlohu 58,20 km² a v roce 2013 zde žilo 6216 obyvatel.

## Populace
V roce 2001 tvořili obyvatelstvo z 85 % Maďaři a z 15 % Romové.